# مثل (ادبیات)

بازگشت پسر مُسرف یک نقاشی رنگ روغن اثر رامبرانت. موزه آرمیتاژ. سن پترزبورگ روسیه

مثل (انگلیسی: Parable) یک داستان کوتاه، اجمالی و تعلیمی، در نثر یا نظم است که به یک یا چند درس یا اصل آموزنده اشاره کند. مثل از این جهت که از پدیده‌های محسوس برای نشان دادن ایده‌های انتزاعی استفاده می‌کند، مانند استعاره است. مثل به چهره‌های گفتاری مانند استعاره و تشبیه مربوط می‌شود. ممکن است گفته شود که مثل استعاره‌ای است که برای شکل‌گیری یک روایت مختصر و منسجم گسترش یافته‌است.
تفاوت مثل با حکایت و حتی افسانه در این است که در افسانه‌ها حیوانات، گیاهان و اشیا بی‌جان یا نیروهای طبیعی به عنوان شخصیت به کار گرفته می‌شوند، در حالی که مثل‌ها یک نوع تشبیه استعاری دارای شخصیت انسانی هستند.
برخی از محققان انجیل‌های متعارف و عهد جدید اصطلاح مثل را فقط در مثل‌های عیسی به کار می‌برند. اگرچه این محدودیت فقط برای این واژه اعمال نشده‌است. با این حال مثل‌هایی مانند بازگشت پسر مسرف برای شناخت روش تعلیم عیسی مهم است.

## پیشینه
کتاب مقدس حاوی مثل‌های بی‌شماری در انجیل‌های عهد جدید است. اعتقاد برخی از محققان مانند جان پل مایر بر این است که این تمثیل‌ها (حدود سده‌های ۲ و ۶ میلادی) از تلمود الهام گرفته شده‌است.
نمونه‌هایی از تمثیل‌های عیسی شامل تمثیل سامری نیکوکار و پسر مسرف است. در عهد عتیق نیز مثل از ناتان گفته شده‌است.
در ۴۹۴ ق.م، توده‌های جمهوری روم در اعتراض به ظلم و ستم اشراف اعتصاب کردند و در کوهی خارج روم بست نشستند. سنا ــ نماینده و مدافع حقوق اشراف ــ نگران شد که در این تعطیلی شهر مبادا نیرویی خارجی از این وضعیت سوءاستفاده و بر شهر حمله کند. سناتورها صلاح را در آن دیدند که به‌هر قیمت توده‌ها را با خود و با اشراف آشتی بدهند و دولت‌شهر را از این تعطیلی دربیاورند. پس مننیوس آگریپا را، که سخنوری قابل و مورد اقبال توده‌ها بود، به آن کوه فرستادند. مننیوس برای توده‌ها مثل زیر را تعریف کرد: «فرض کنید تمامی اعضای بدن با همدیگر ناسازگار شوند و هر عضوی برای خودش کار کند و حرف خودش را بزند. آنگاه، دیگر اعضا شِکوه می‌کنند که چرا هر مادهٔ غذایی باید مستقیماً نصیب معده‌ای شود که تنها کارش مفت‌خوری از دسترنج بقیهٔ اعضاست. پس این اعضای ناراضی با هم توطئه‌ای می‌چینند: دستان غذایی وارد دهان نمی‌کنند، دهان چیزی را داخل خود نمی‌پذیرد، دندان‌ها نیز غذای دریافتی را نمی‌جَوَند تا شاید معده را با تحمیل گرسنگی منقاد خویش سازند. لیکن براثر این گرسنگی، خود اعضا آسیب می‌بینند و کل بدن از کار می‌افتد. آنوقت معلوم می‌شود که مسئولیت معده چندان هم تنبلانه نیست، و این عضو همانقدر که غذا دریافت می‌کند، به دیگر اعضا نیز خونی می‌رساند که برای زنده و قوی ماندن ضروریست.» پس چون توده‌ها این مثل را شنیدند، دست از اعتصاب و بست‌نشینی کشیده، به شهر بازگشته، با اشراف آشتی کردند.
مثل‌ها در اسلام نیز وجود دارد. در سنت صوفیانه، از مثل برای انتقال درس و ارزش استفاده می‌شود. نویسندگان اخیر مانند ادریس شاه و آنتونی دو ملو به رواج این داستان‌ها فراتر از محافل صوفیانه کمک کرده‌اند.
مثل‌های مدرن نیز وجود دارد. مثالی از اواسط قرن نوزدهم، مثل پنجره شکسته، بخشی از تفکر اقتصادی را نقد می‌کند.

## ویژگی‌ها
مثل یک داستان کوتاه است که یک حقیقت جهانی را به تصویر می‌کشد. یک روایت ساده را ترسیم کرده، یک عمل را توصیف می‌کند و نتایج را نشان می‌دهد. ممکن است گاهی اوقات آن را از انواع مختلف روایی مانند تمثیل و حکایت اخلاقی متمایز کرد.
همچنین مثل معمولاً شخصیتی را درگیر می‌کند که با معضل اخلاقی روبرو است یا کسی که تصمیم بدی می‌گیرد و عواقب ناخواسته‌ای را متحمل می‌شود. اما باید توجه داشت که اگرچه معنای مثل اغلب به صراحت بیان نمی‌شود، اما هدف آن نه تنها پنهان نیست بلکه کاملاً صریح و آشکار است. ویژگی تعیین‌کننده مثل وجود زیرمجموعه ای است که نشان می‌دهد شخص چگونه باید رفتار کند یا چه عقیده ای داشته باشد. گذشته از ارائه راهنمایی و پیشنهاد برای رفتار صحیح در زندگی فرد، در مثل‌ها به صورت عمده از زبان استعاره‌ای استفاده می‌شود که به افراد اجازه می‌دهد راحت‌تر دربارهٔ عقاید دشوار یا پیچیده بحث کنند. مثل‌ها یک استدلال انتزاعی را با استفاده از یک روایت عینی بیان می‌کنند که به راحتی قابل درک است.
نکته مهم در استعاره است. چنین ویژگی برای یک مثل یا تمثیل ممکن است چندین تفسیر غیرمقابله‌ای داشته باشد و همچنین ممکن است مفاهیمی مبهم یا تفسیر سخت داشته باشد. همان‌طور که هنری واتسون فاولر اظهار داشته: هدف هر دو، مثل و تمثیل، روشن ساختن شنونده با ارائه انگاره‌هایی است که در آن ظاهراً هیچ نگرانی مستقیمی وجود نداشته و از این رو می‌توان ازآن قضاوتی سالم گرفت. نکته مهم دیگر این است که مثل متراکم‌تر از تمثیل است. این یک اصل واحد و یک اخلاق واحد است و هدف این است که خواننده یا شنونده نتیجه بگیرد که اخلاق به همان اندازه در مورد نگرانی‌های وی نیز اعمال می‌شود.

## مثل‌های عیسی

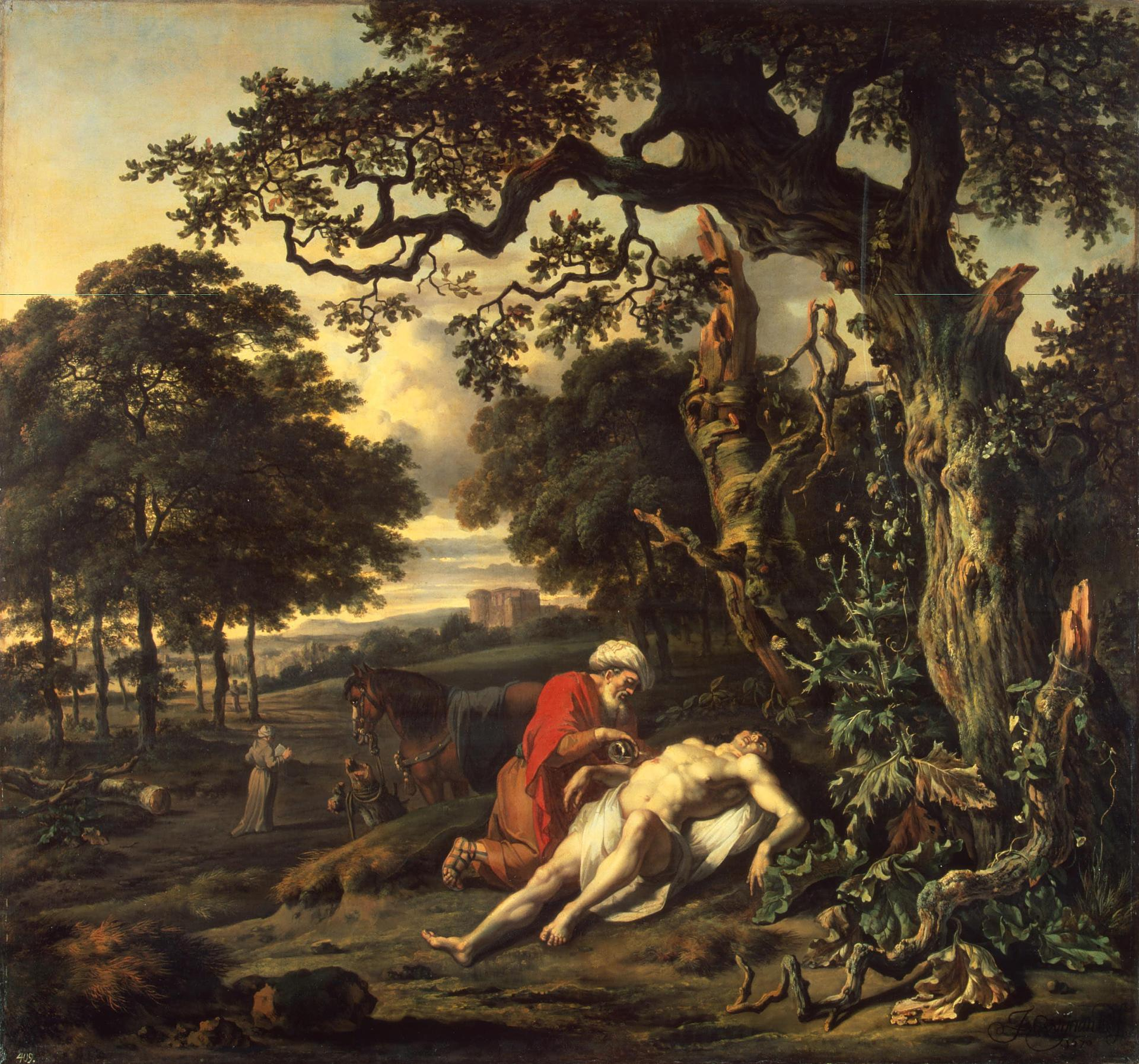
سامری نیکوکار اثر یان وینانس ۱۶۷۰

مَثَل‌های عیسی در انجیل‌های هم‌نوا و برخی از انجیل‌های نامتعارف یافت می‌شوند. مثل‌های عیسی حدوداً ثلث تعالیم باقی مانده او هستند. مسیحیان به این مثل‌ها اهمیت بسیار می‌دهند زیرا آن‌ها را سخنان واقعی عیسی به حساب می‌آورند.
مفسران قرون وسطایی کتاب مقدس معمولاً مثل‌های مسیح را تمثیل تلقی می‌کردند اما برخی محققان معاصر مانند آدولف یولیچر، تفسیرهای آن‌ها را نادرست می‌دانند. یولیچر برخی از مثل‌های مسیح را به صورت تشبیه (تشبیه گسترده یا استعاره‌ها) با سه قسمت در نظر گرفته‌است: بخش تصویری، واقعیت بخشی و سرآخر مقایسه عالی. یولیچر معتقد بود که تمثیل‌های عیسی مسیح تنها یک نکته مهم را بیان می‌کنند. گنوسیسم (گنوسی‌ها) نیز نیز اظهار داشته‌اند که عیسی برخی از تعالیم خود را مخفی نگه داشته و وی با استفاده از تمثیل‌ها عمداً معنای آنها را پنهان می‌کند.
برای مثال در انجیل مرقس آمده‌است: و او به آنها گفت، راز پادشاهی خدا به شما داده شده‌است، اما برای خارج از خانه، همه چیز به صورت مثل در می‌آید. به این منظور که … آنها واقعاً ممکن است نگاه کنند، اما درک نکنند، و واقعاً گوش دهند، اما درک نکنند. تا دوباره برگردند و بخشیده شوند.

## مثل‌های قرآنی
در سوره زمر آمده‌است: قرآن از هر نوع مثل در بیان خود استفاده کرده‌است. آیات قرآن شامل تمثیل‌های درخت خوب و بد در سوره ابراهیم، مردان خوب با اشاره به اصحاب کهف در سوره کهف و در سوره نحل نیز شامل مثالی از غلام و ارباب وی است و به دنبال آن مثل انسان نابینا و بینا است.

## نمونه‌ها
- بز اخفش – مثل ایرانی
- انتخاب هرکول (هرکول بر سر ۴ راه) – مثل یونانی
- ایگنسی کراشتسکی – بر اساس کتاب وی افسانه‌ها و مثل‌ها ۱۷۷۹